# Agnorisma badinodis
Agnorisma badinodis är en fjärilsart som beskrevs av Augustus Radcliffe Grote 1874. Agnorisma badinodis ingår i släktet Agnorisma och familjen nattflyn. Inga underarter finns listade i Catalogue of Life.